# Leonardius lahillei
Leonardius lahillei là một loài côn trùng cánh nửa trong họ Aleyrodidae, phân họ Aleurodicinae.
Leonardius lahillei được Leonardi miêu tả khoa học đầu tiên năm 1910.